# Truth Hurts
Truth Hurts (* 10. Oktober 1971 in St. Louis, Missouri; eigentlich Shari Watson) ist eine US-amerikanische R&B-Sängerin und Songwriterin.

## Leben
Bevor Truth Hurts 2002 einen Plattenvertrag bei Aftermath Records unterschrieb, arbeitete sie vorwiegend als Songwriterin unter anderem für Eric Benét und Ray J. Ihr Debütalbum Truthfully Speaking und die daraus stammende Single Addictive waren weltweit ein großer Erfolg. Ihr zweites Album Ready Now, das 2004 auf Raphael Saadiqs Plattenlabel erschien, wurde von den Kritikern gelobt, fiel jedoch bei den Fans durch.

## Diskografie

### Alben
| Jahr | Titel               | Höchstplatzierung, Gesamtwochen, AuszeichnungChartplatzierungen (Jahr, Titel, Platzierungen, Wochen, Auszeichnungen, Anmerkungen) | Höchstplatzierung, Gesamtwochen, AuszeichnungChartplatzierungen (Jahr, Titel, Platzierungen, Wochen, Auszeichnungen, Anmerkungen) | Höchstplatzierung, Gesamtwochen, AuszeichnungChartplatzierungen (Jahr, Titel, Platzierungen, Wochen, Auszeichnungen, Anmerkungen) | Höchstplatzierung, Gesamtwochen, AuszeichnungChartplatzierungen (Jahr, Titel, Platzierungen, Wochen, Auszeichnungen, Anmerkungen) | Höchstplatzierung, Gesamtwochen, AuszeichnungChartplatzierungen (Jahr, Titel, Platzierungen, Wochen, Auszeichnungen, Anmerkungen) | Anmerkungen                         |
| Jahr | Titel               | DE | AT | CH | UK | US | Anmerkungen                         |
| ---- | ------------------- | --- | --- | --- | --- | --- | ----------------------------------- |
| 2002 | Truthfully Speaking | DE44 (4 Wo.)DE | — | CH57 (12 Wo.)CH | UK61 (7 Wo.)UK | US5 (14 Wo.)US | Erstveröffentlichung: 25. Juni 2002 |
| 2004 | Ready Now           | — | — | — | — | US173 (1 Wo.)US | Erstveröffentlichung: 1. Juni 2004  |

### Singles
| Jahr | Titel Album                   | Höchstplatzierung, Gesamtwochen, AuszeichnungChartplatzierungen (Jahr, Titel, Album, Platzierungen, Wochen, Auszeichnungen, Anmerkungen) | Höchstplatzierung, Gesamtwochen, AuszeichnungChartplatzierungen (Jahr, Titel, Album, Platzierungen, Wochen, Auszeichnungen, Anmerkungen) | Höchstplatzierung, Gesamtwochen, AuszeichnungChartplatzierungen (Jahr, Titel, Album, Platzierungen, Wochen, Auszeichnungen, Anmerkungen) | Höchstplatzierung, Gesamtwochen, AuszeichnungChartplatzierungen (Jahr, Titel, Album, Platzierungen, Wochen, Auszeichnungen, Anmerkungen) | Höchstplatzierung, Gesamtwochen, AuszeichnungChartplatzierungen (Jahr, Titel, Album, Platzierungen, Wochen, Auszeichnungen, Anmerkungen) | Anmerkungen                                      |
| Jahr | Titel Album                   | DE | AT | CH | UK | US | Anmerkungen                                      |
| ---- | ----------------------------- | --- | --- | --- | --- | --- | ------------------------------------------------ |
| 2002 | Addictive Truthfully Speaking | DE9 (14 Wo.)DE | AT20 (20 Wo.)AT | CH3 Gold · (28 Wo.)CH | UK3 Silber · (16 Wo.)UK | US9 (20 Wo.)US | Erstveröffentlichung: 23. April 2002 feat. Rakim |
| 2002 | The Truth Truthfully Speaking | DE86 (2 Wo.)DE | — | CH22 (10 Wo.)CH | — | — | Erstveröffentlichung: Dezember 2002              |

## Auszeichnungen für Musikverkäufe
| Goldene Schallplatte - Belgien - 2002: für die Single Addictive - Frankreich - 2002: für die Single Addictive |

Anmerkung: Auszeichnungen in Ländern aus den Charttabellen bzw. Chartboxen sind in ebendiesen zu finden.
| Land/RegionAuszeichnungen für Musikverkäufe (Land/Region, Auszeichnungen, Verkäufe, Quellen) | Silber  | Gold     | Platin | Verkäufe | Quellen      |
| -------------------------------------------------------------------------------------------- | ------- | -------- | ------ | -------- | ------------ |
| Belgien (BRMA)                                                                               | —       | Gold1    | —      | 25.000   | ultratop.be  |
| Frankreich (SNEP)                                                                            | —       | Gold1    | —      | 250.000  | infodisc.fr  |
| Schweiz (IFPI)                                                                               | —       | Gold1    | —      | 20.000   | hitparade.ch |
| Vereinigtes Königreich (BPI)                                                                 | Silber1 | —        | —      | 200.000  | bpi.co.uk    |
| Insgesamt                                                                                    | Silber1 | 3× Gold3 | —      |          |              |